# Echtes Löffelkraut
Das Echte Löffelkraut (Cochlearia officinalis), auch Gebräuchliches Löffelkraut genannt, ist eine Pflanzenart aus der Gattung Löffelkräuter (Cochlearia) innerhalb der Familie der Kreuzblütengewächse (Brassicaceae). Weitere deutschsprachige Trivialnamen sind Bitterkresse, Skorbutkraut, Löffelblättchen, Löffelkresse und Scharbockskraut. Es ist ein nahezu in Vergessenheit geratenes Heil- und Küchenkraut.

## Beschreibung

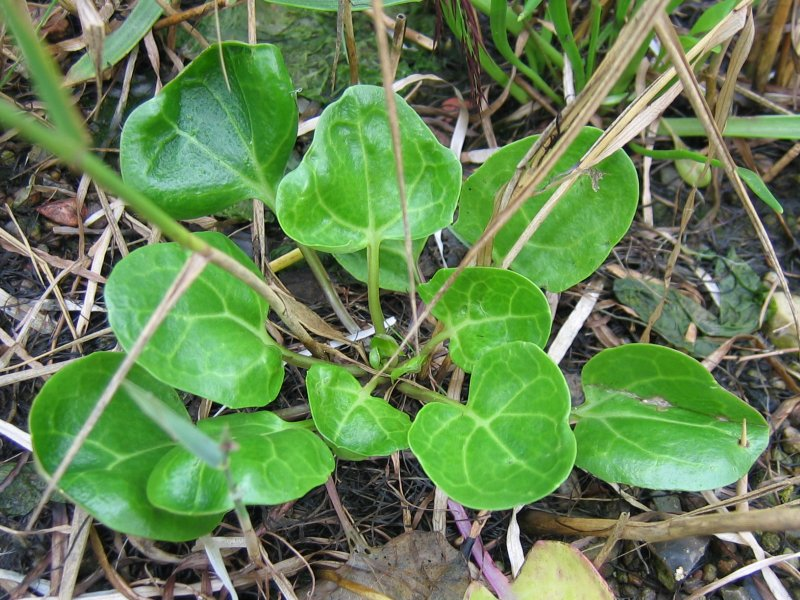
Löffelartige Grundblätter eines nicht blühenden Echten Löffelkrauts

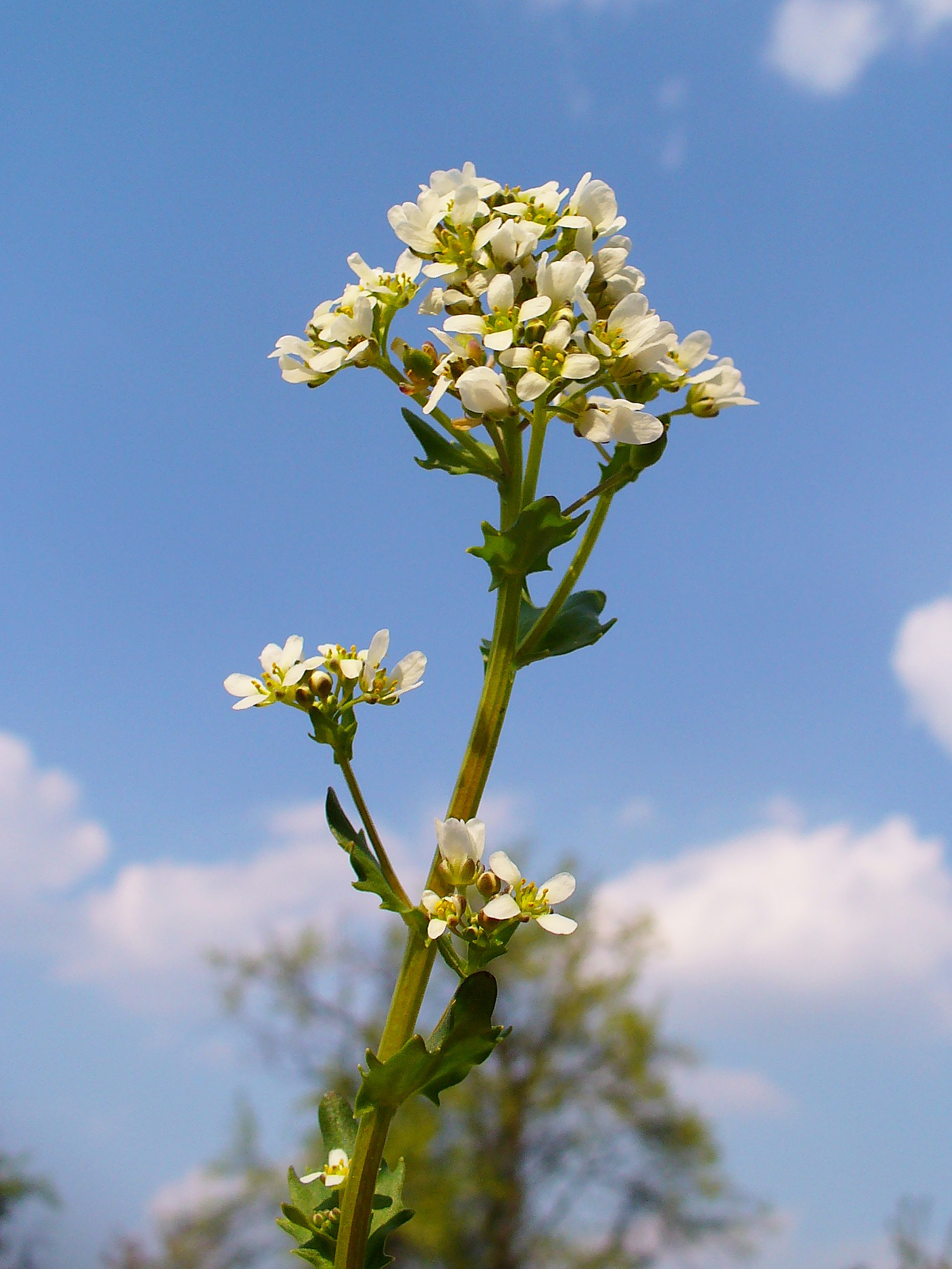
Blütenstand

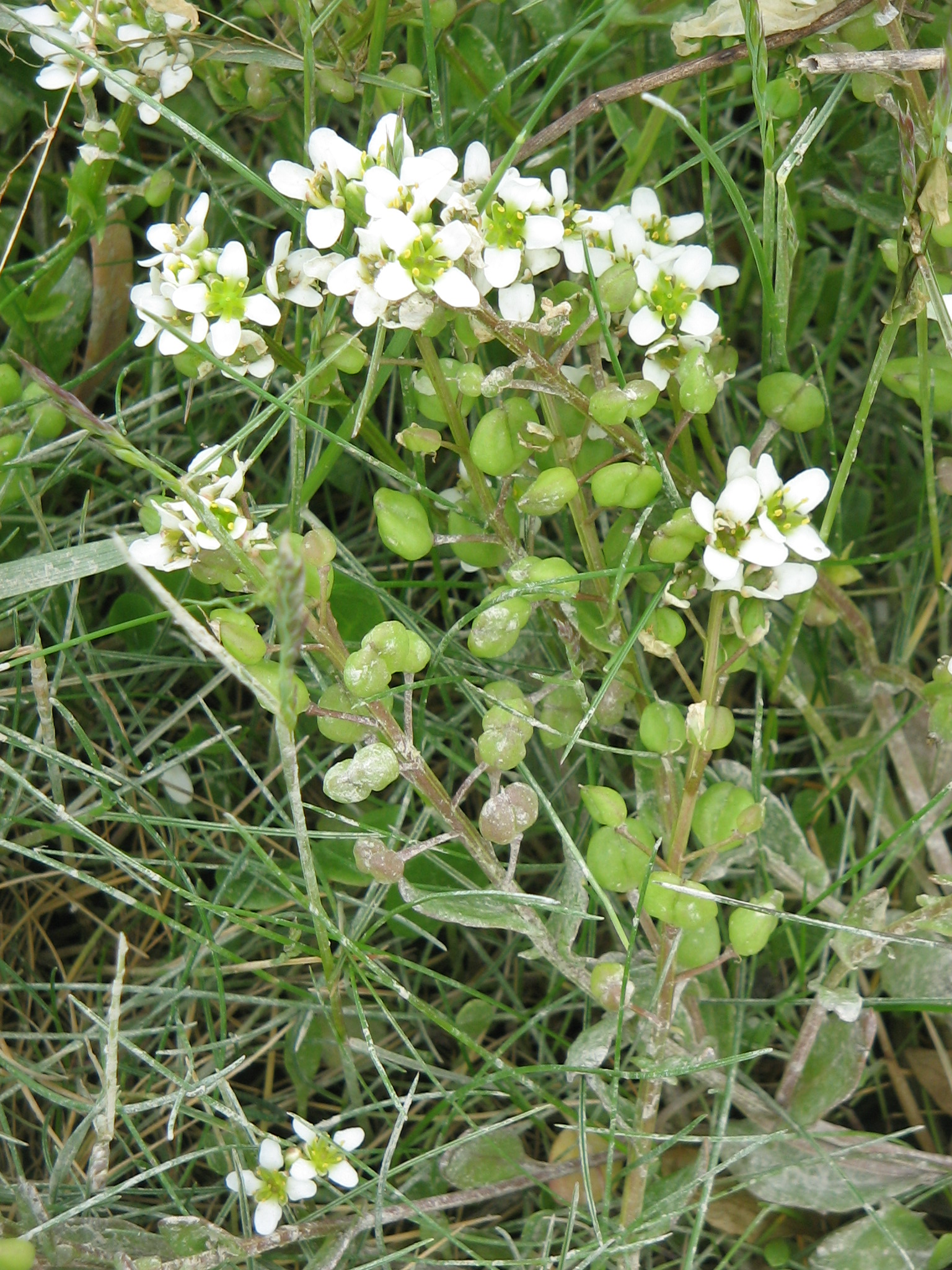
Blüten und Früchte

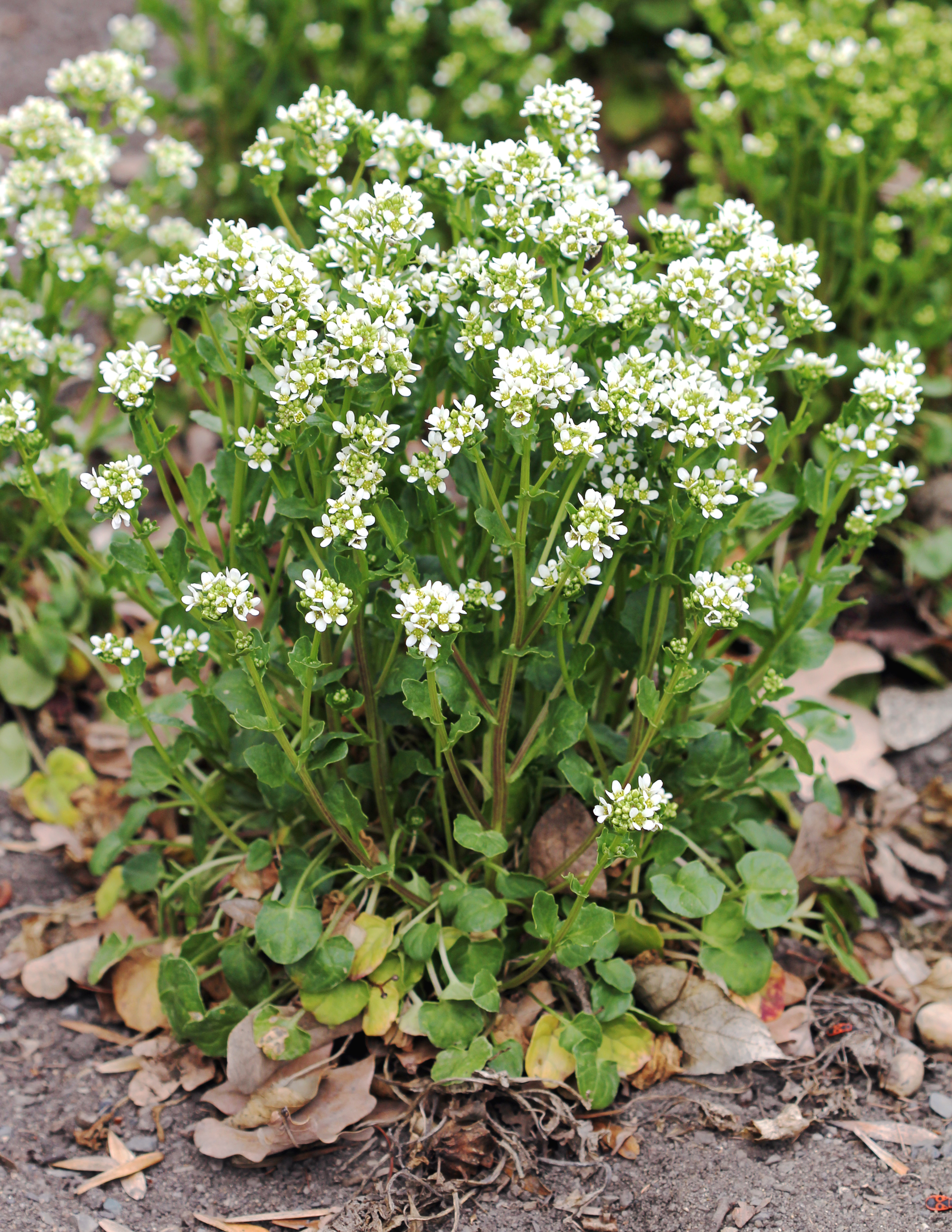
Habitus, Laubblätter und Blütenstände

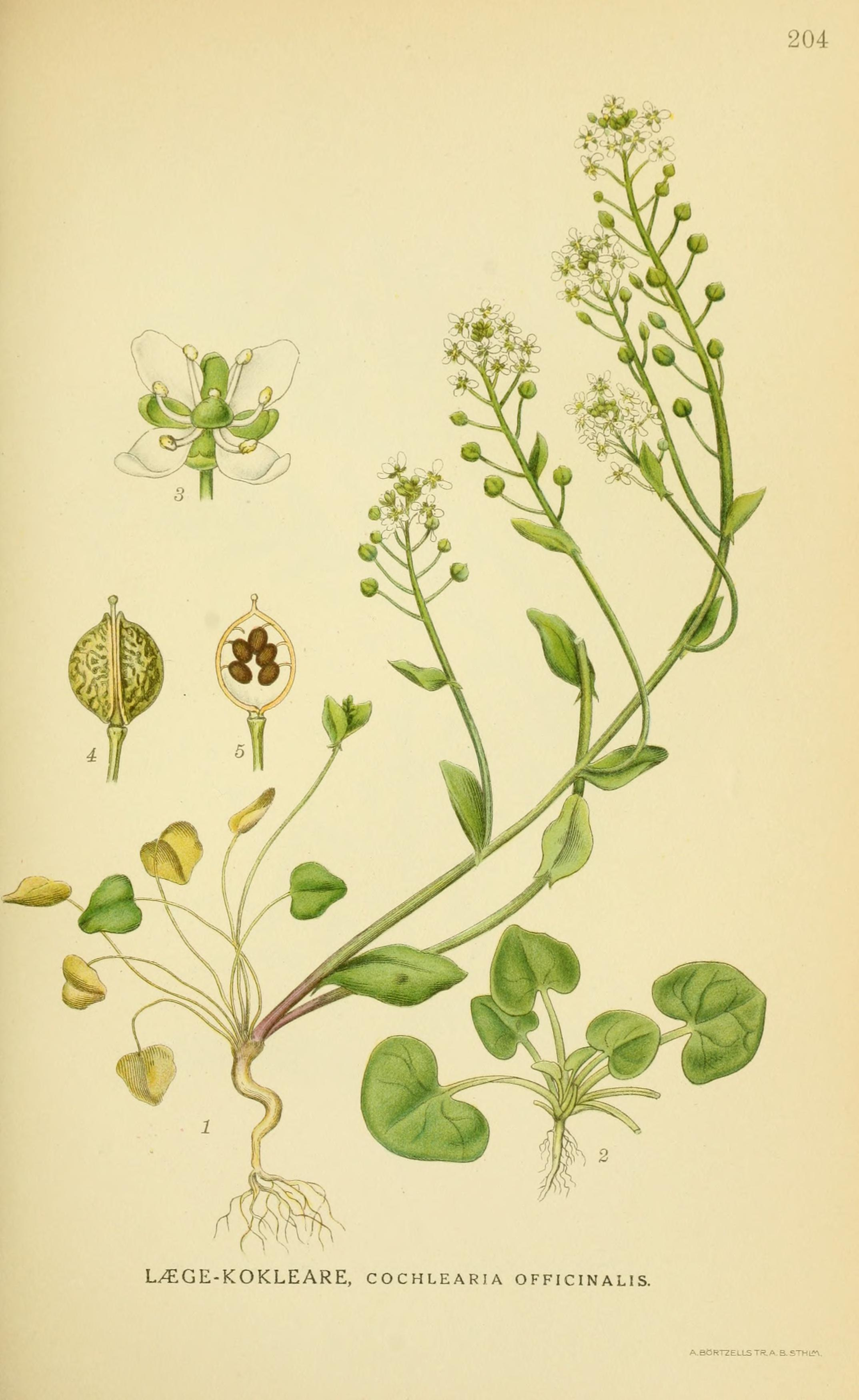
Illustration aus Billeder af nordens flora, Tafel 204

### Vegetative Merkmale
Das Echte Löffelkraut wächst als zweijährige bis ausdauernde krautige Pflanze und erreicht Wuchshöhen von 20 bis 50 Zentimetern. Die oberirdischen Pflanzenteile sind kahl. Der aufsteigende bis fast aufrechte Stängel ist einfach oder verzweigt und kantig-gefurcht.
Die Laubblätter sind in einer grundständigen Blattrosette und wechselständig am Stängel angeordnet. Die lang gestielten Grundblätter sind rundlich-herzförmig oder nierenförmig und ganzrandig oder geschweift. Die oberen Stängelblätter sind sitzend sowie stängelumfassend, herzförmig und grob entfernt gezähnt oder fast ganzrandig.

### Generative Merkmale
Die Blütezeit ist April bis Juni. In einem anfangs schirmtraubigen, später durch deutliche Streckung der Blütenstandsachse bis zur Fruchtreife, traubigen Blütenstand stehen viele Blüten zusammen.
Die zwittrige Blüte ist vierzählig. Die Kelchblätter sind bei einer Länge von 1,2 bis 2,3 Millimetern schmal-elliptisch und weiß hautrandig. Die duftenden, zwittrigen Blüten sind vierzählig. Die vier freien, weißen Kronblätter sind bei einer Länge von 3 bis 5,5 Millimetern länglich-verkehrt-eiförmig und in einen Nagel verschmälert. Die Staubbeutel sind gelb. Der Griffel ist etwa 0,5 Millimeter lang.
Die Fruchtstiele stehen fast waagerecht von der Blütenstandsachse ab und sind ein- bis dreimal so lang wie die reifen Schötchen. Die Schötchen sind eiförmig bis kugelig und an beiden Enden meist gerundet. Die Samen sind bis 1,5 Millimeter lang und verquellen bei Benetzung nicht. In jeden der zwei Fruchtfächer liegen zwei bis vier Samen.
Die Chromosomenzahl beträgt 2n = 24.

## Vorkommen
Es gibt Fundortangaben für Deutschland, die Schweiz, Frankreich, Belgien, die Niederlande, Großbritannien, Irland, die Färöer-Inseln, Dänemark, Norwegen, Schweden, Finnland und den europäischen Teil Russlands. In Spanien und Italien ist Cochlearia officinalis ein Neophyt.
Es kommt im salzhaltigen Marschland, insbesondere in den höheren Standorten der Salzwiesen am Meer vor.
Die ökologischen Zeigerwerte nach Landolt et al. 2010 sind in der Schweiz: Feuchtezahl F = 4w+ (sehr feucht aber stark wechselnd), Lichtzahl L = 5 (hell), Reaktionszahl R = 3 (schwach sauer bis neutral), Temperaturzahl T = 3+ (unter-montan und ober-kollin), Nährstoffzahl N = 3 (mäßig nährstoffarm bis mäßig nährstoffreich), Kontinentalitätszahl K = 2 (subozeanisch), Salztoleranz 1 = tolerant.
Es gehört zu den ersten Frühjahrsblühern. Es ist in Mitteleuropa eine Charakterart der Klasse Asteretea tripolii.

## Systematik
Die Erstveröffentlichung erfolgte 1753 durch Carl von Linné in Species Plantarum, Tomus II, S. 647.
Je nach Autor gibt es etwa vier Unterarten:
- Cochlearia officinalis subsp. integrifolia (Hartm.) Nordal & Stabbetorp (Syn.: Cochlearia anglica var. integrifolia Hartm.): Diese Neukombination erfolgte 1990. Es gibt Fundortangaben für das Vereinigte Königreich, Norwegen sowie Russland.[7]
- Cochlearia officinalis subsp. norvegica Nordal & Stabbetorp: Sie wurde 1990 erstbeschrieben und kommt in Norwegen, in Russland und vielleicht auch in Finnland vor.[7]
- Cochlearia officinalis L. subsp. officinalis (Syn.: Cochlearia officinalis L. var. officinalis): Es gibt Fundortangaben für Deutschland, die Schweiz, Frankreich, Belgien, die Niederlande, die Britischen Inseln, Island, die Färöer-Inseln, Dänemark, Norwegen, Schweden, Finnland und den europäischen Teil Russlands.[7]
- Cochlearia officinalis subsp. scotica (Druce) P.S.Wyse Jacks. (Syn.: Cochlearia scotica Druce): Diese Neukombination erfolgte 1991. Sie kommt nur auf den Britischen Inseln: im Vereinigten Königreich sowie in Irland vor.[7]

## Ökologie
In seinen Laubblättern sammelt das Löffelkraut das Salz und stößt diese dann nach und nach vertrocknet ab.

## Nutzung
Noch vor 300 Jahren wurde das Echte Löffelkraut in fast allen europäischen Gärten gepflanzt, denn die Pflanzenteile wurden gegen den Skorbut genutzt. Sie wurden daher eingesalzen und fässerweise auf Seereisen mitgenommen.
Sogar die Wikinger sollen sich diese Eigenschaften auf ihren Seefahrten zunutze gemacht haben.
Das Echte Löffelkraut gedeiht an einem sonnigen Standort ebenso gut wie im Halb- oder Vollschatten. Es benötigt Feuchtigkeit. Man kann Löffelkraut im Frühjahr und im Herbst aussäen, die Samen muss man nur flach auf die Erde drücken und sie keimen nach 21 bis 28 Tagen. Die Pflanzenexemplare werden etwa 30 Zentimeter hoch und sollten etwa 10 bis 20 Zentimeter Abstand zueinander haben. Wer in der Küche einige Blätter benötigt, kann einzelne Blätter auch unter dem Schnee abpflücken, denn es bleibt wintergrün.
Das Echte Löffelkraut schmeckt der Kresse (auch eine Art aus der Familie der Kreuzblütengewächse) ähnlich. Es schmeckt zu allen Blattsalaten, Kräuterquark, Kräuterbutter, gelben Rüben und Kartoffeln. Es lässt sich schlecht trocknen, aber gut in Salz einlegen.

### Heilkunde
Löffelkraut wird gegen Frühjahrsmüdigkeit und Ermüdungen nach großen körperlichen Anstrengungen eingesetzt. Es soll blutstillend bei Blutungen im Mund- und Nasenraum wirken, der Tee der getrockneten Pflanze soll bei Gicht und Rheuma hilfreich sein. Wie der Namensbestandteil „officinalis“ zeigt, gehörte die Pflanze früher zum Grundstock der Apotheker.

### Wirkstoffe
Wirkstoffe sind: Vitamin C, Senfölglykosid Glucocochlearin, Isothiocyanate, Bitterstoffe, Mineralstoffe, Gerbstoffe. Dazu ätherisches Öl.